# Trapani Calcio 2012-2013
Questa voce raccoglie le informazioni riguardanti il Trapani Calcio nelle competizioni ufficiali della stagione 2012-2013.

## Stagione
La stagione 2012-2013 del Trapani è la seconda stagione in Prima Divisione e la 43ª complessiva nella terza serie. La squadra del riconfermato allenatore Roberto Boscaglia è rinnovata nei ranghi ma sempre ad alto tasso di sicilianità (16 su 25 dei giocatori utilizzati sono siciliani) e affronta il ritiro estivo pre-stagionale a Montecopiolo, in provincia di Pesaro e Urbino, dal 20 luglio al 4 agosto. Il 5 agosto partecipa al primo turno della Coppa Italia, turno superato battendo la formazione di Este, mentre al secondo turno la squadra viene eliminata dalla Ternana per 2-0. Il 30 ottobre arriva il nuovo direttore sportivo Daniele Faggiano. Il campionato di Lega Pro Prima Divisione 2012-2013 inizia con due sconfitte nelle prime quattro giornate, a opera di Carpi e Virtus Entella. Da ottobre, dopo la sconfitta in casa contro il Lecce, si inaugura un periodo positivo con sei risultati utili consecutivi, che fanno immediatamente risalire la squadra in classifica. Nel corso della stagione il Trapani lotta con il Lecce per la promozione in Serie B. Dalla 27ª giornata è in testa alla classifica. Lo stop interno del 9 dicembre ad opera dell'AlbinoLeffe (16ª giornata) sarà il quarto e ultimo k.o. Da quel momento il Trapani inizia una serie di vittorie come quella del sorpasso sul Lecce proprio nella gara contro i salentini allo Stadio Via del Mare vinta per 2-1. Nella penultima giornata entrambe le squadre sono a pari punti, con il Trapani avanti per la differenza reti. Il 12 maggio 2013, vincendo nell'ultima giornata in trasferta contro la Cremonese per 4-3, e con la contemporanea sconfitta del Lecce contro l'AlbinoLeffe, il Trapani ottiene la sua prima promozione in Serie B. Il Trapani, con 60 reti, risulta il miglior attacco del campionato. Inoltre è l'unica squadra del panorama italiano ad aver sempre segnato fuori casa. I due migliori realizzatori del girone A sono proprio due attaccanti trapanesi, Matteo Mancosu e Giovanni Abate, rispettivamente con 15 e 14 reti complessive. Avendo terminato il proprio girone da prima classificata disputa il 19 e il 23 maggio 2013 la Supercoppa di Lega Prima Divisione contro l'Avellino terminata col punteggio totale di 3-3 ma vinta dagli irpini in virtù della regola del gol fuori casa.

## Divise e sponsor
Il fornitore ufficiale di materiale tecnico per la stagione 2012-2013 è Puma, mentre lo sponsor di maglia è Ustica Lines.
| Casa | Trasferta | Terza maglia | Portiere |

## Organigramma societario
Area direttiva
- Presidente: Vittorio Morace
- Direttore generale: Anne Marie Collart
- Vice Presidente: Fiammetta Morace
- Consigliere: Pasquale Giliberti
- Direttore sportivo: Daniele Faggiano
- Responsabile Segreteria: Andrea Oddo
- Resp. comunicazione, Ufficio Stampa: Piero Salvo

Area tecnica
- Allenatore: Roberto Boscaglia
- Vice allenatore: Francesco Di Gaetano
- Preparatore dei portieri: Antonello Brambilla
- Team Manager: Donato Scibilia
- Magazziniere: Giacomo Mazzara

Area sanitaria
- Medico sociale: Giuseppe Mazzarella
- Massofisioterapista: Salvatore Scardina

## Rosa
| N. |                   | Ruolo | Calciatore                 |
| -- | ----------------- | ----- | -------------------------- |
|    | Italia (bandiera) | P     | Emanuele Nordi             |
|    | Italia (bandiera) | P     | Gaetano Dolenti            |
|    | Italia (bandiera) | P     | Davide Morello             |
|    | Italia (bandiera) | D     | Giacomo Filippi (capitano) |
|    | Italia (bandiera) | D     | Luca Pagliarulo            |
|    | Italia (bandiera) | D     | Antonino Daì               |
|    | Italia (bandiera) | D     | Francesco Lo Bue           |
|    | Italia (bandiera) | D     | Massimo Lo Monaco          |
|    | Italia (bandiera) | D     | Giusto Priola              |
|    | Italia (bandiera) | D     | Federico Rizzi             |
|    | Italia (bandiera) | D     | Rocco D'Aiello             |
|    | Italia (bandiera) | C     | Simone Basso               |
|    | Italia (bandiera) | C     | Cristian Caccetta          |

| N. |                      | Ruolo | Calciatore                |
| -- | -------------------- | ----- | ------------------------- |
|    | Italia (bandiera)    | C     | Carmine Giordano          |
|    | Italia (bandiera)    | C     | Mario Pacilli             |
|    | Italia (bandiera)    | C     | Giuseppe Pirrone          |
|    | Argentina (bandiera) | C     | Fernando Horacio Spinelli |
|    | Italia (bandiera)    | C     | Giacomo Tedesco           |
|    | Italia (bandiera)    | A     | Luca Ficarrotta           |
|    | Italia (bandiera)    | A     | Giovanni Abate            |
|    | Argentina (bandiera) | A     | José Ignacio Castillo     |
|    | Italia (bandiera)    | A     | Emilio Docente            |
|    | Italia (bandiera)    | A     | Giuseppe Madonia          |
|    | Italia (bandiera)    | A     | Matteo Mancosu            |
|    | Italia (bandiera)    | A     | Alessandro Romeo          |
|    | Germania (bandiera)  | A     | Salvatore Gambino         |

## Calciomercato

### Sessione estiva (dall'1/7 al 31/8)
| Acquisti | Acquisti                  | Acquisti      | Acquisti   |
| R.       | Nome                      | da            | Modalità   |
| -------- | ------------------------- | ------------- | ---------- |
| D        | Rocco D'Aiello            | AlbinoLeffe   |            |
| C        | Fernando Horacio Spinelli | Siracusa      |            |
| D        | Federico Rizzi            | Taranto       |            |
| A        | Emilio Docente            | Ternana       |            |
| P        | Emanuele Nordi            | Frosinone     |            |
| P        | Dario Linguaglossa        | Adrano        |            |
| A        | Matteo Mancosu            | Vigor Lamezia |            |
| C        | Carmine Giordano          | Siracusa      |            |
| P        | Gaetano Dolenti           |               | Svincolato |
| A        | Alessandro Romeo          | Sampdoria     |            |
| A        | Salvatore Gambino         |               | Svincolato |
| A        | Simone Basso              | Sorrento      | Svincolato |
| P        | Davide Morello            | Torino        |            |

| Cessioni | Cessioni              | Cessioni             | Cessioni      |
| R.       | Nome                  | a                    | Modalità      |
| -------- | --------------------- | -------------------- | ------------- |
| A        | Salvatore Gambino     | Gubbio               | Svincolato    |
| C        | José Francesco Cianni | Termoli              |               |
| D        | Sergio Sabatino       | Nocerina             |               |
| P        | Antonio Castelli      |                      | Svincolato    |
| P        | Andrea Pozzato        |                      | Svincolato    |
| D        | Salvatore Colletto    | -                    | Fine carriera |
| C        | Dario Barraco         | Latina               |               |
| C        | Giovanni Cavallaro    | Nocerina             |               |
| C        | Daniele Crimaldi      | Martina              | Prestito      |
| C        | Frank Domicolo        | Alcamo               |               |
| C        | Girolamo Provenzano   | A.C. Palazzolo       | Svincolato    |
| A        | Mattia Mastrolilli    | Messina              |               |
| A        | Giuseppe Perrone      | Centese              | Svincolato    |
| C        | Dario Costa           | Atletico Campofranco | Prestito      |
| P        | Francesco Spezia      | Paternò              | Prestito      |
| A        | Pierantonio Sassano   | Aprilia              | Prestito      |
| C        | Giuseppe Vitale       | Licata               | Prestito      |
| P        | Dario Linguaglossa    | Ribera               |               |
| C        | Corrado Montalbano    | Ribera               |               |

### Sessione invernale (dall'3/1 al 31/1)
| Acquisti | Acquisti      | Acquisti    | Acquisti   |
| R.       | Nome          | a           | Modalità   |
| -------- | ------------- | ----------- | ---------- |
| C        | Mario Pacilli | AlbinoLeffe | definitivo |

| Cessioni | Cessioni         | Cessioni | Cessioni   |
| R.       | Nome             | a        | Modalità   |
| -------- | ---------------- | -------- | ---------- |
| C        | Giuseppe Prestia | Milazzo  | prestito   |
| D        | Rosario Alongi   | Milazzo  | prestito   |
| A        | Luca Ficarrotta  | Casale   | definitivo |

### Operazioni esterne alle sessioni
| Acquisti | Acquisti              | Acquisti   | Acquisti   |
| R.       | Nome                  | a          | Modalità   |
| -------- | --------------------- | ---------- | ---------- |
| A        | José Ignacio Castillo | svincolato | definitivo |

| Cessioni | Cessioni | Cessioni | Cessioni |
| R.       | Nome     | a        | Modalità |
| -------- | -------- | -------- | -------- |
| -        | -        | -        | -        |

## Risultati

### Prima Divisione

#### Girone di andata
| Arbitro: | Soricaro (Barletta) |

|  |           |          |
|  | Marcatori | 17’ Arma |

| Arbitro: | Illuzzi (Molfetta) |

|               |           |                                |
| Bentoglio 77’ | Marcatori | 23’ (rig.) Madonia 65’ Docente |

| Arbitro: | Giovani (Grosseto) |

|                                          |           |                                    |
| Spinelli 8’ Madonia 33’ (rig.) Abate 50’ | Marcatori | 14’ Picone 47’ (rig.) N. Tarantino |

| Arbitro: | Benassi (Bologna) |

|                                             |           |                              |
| D. Russo 57’ (rig.) H. Garin 85’ De Col 87’ | Marcatori | 50’ Abate 55’ (rig.) Madonia |

| Arbitro: | Ros (Pordenone) |

|                                             |           |  |
| Madonia 43’ (rig.) Basso 57’ M. Mancosu 59’ | Marcatori |  |

| 7 ottobre 2012, ore 15:00 CEST 6ª giornata |  | – Turno di riposo Trapani |  |  |

| Arbitro: | Marini (Roma) |

|              |           |                |
| Mandelli 58’ | Marcatori | 21’ M. Mancosu |

| Arbitro: | Ripa (Nocera Inferiore) |

|  |           |          |
|  | Marcatori | 15’ Foti |

| Arbitro: | Aureliano (Bologna) |

|                    |           |           |
| L. Della Rocca 44’ | Marcatori | 35’ Abate |

| Arbitro: | Reni (Pistoia) |

|                                 |           |  |
| Basso 33’ (rig.) M. Mancosu 84’ | Marcatori |  |

| Arbitro: | Bindoni (Venezia) |

|                         |           |                                   |
| Lisi 42’ Donnarumma 83’ | Marcatori | 11’ M. Mancosu 90+5’ (rig.) Basso |

| Arbitro: | Caso (Verona) |

|                                               |           |  |
| Madonia 19’, 36’ (rig.) Abate 60’ Docente 75’ | Marcatori |  |

| Arbitro: | Lanza (Nichelino) |

|                                 |           |                                 |
| Beretta 60’ (rig.) Statella 80’ | Marcatori | 46’ M. Mancosu 69’ (rig.) Basso |

| Arbitro: | Pierro (Nola) |

|                                                             |           |  |
| Abate 9’ M. Mancosu 50’ Basso 66’ (rig.) Gia. Tedesco 90+3’ | Marcatori |  |

| Arbitro: | Soricaro (Barletta) |

|           |           |                                        |
| Abate 82’ | Marcatori | 18’ Taugordeau 43’ Pacilli 72’ Diakitè |

| Arbitro: | Mangialari (Pistoia) |

|                     |           |                                     |
| P. Rossi 36’ (rig.) | Marcatori | 65’ Abate 67’ Gambino 90+2’ Docente |

| Erice 22 dicembre 2012, ore 15:00 CEST 17ª giornata | Trapani         | 0 – 0 referto | Cremonese | Stadio Polisportivo Provinciale (2571 spett.)\| Arbitro: \| Chiffi (Padova) \| |
| Arbitro:                                            | Chiffi (Padova) |               |           |                                                                                |

#### Girone di ritorno
| Arbitro: | Minelli (Varese) |

|          |           |                                                    |
| Arma 60’ | Marcatori | 26’ (rig.) Madonia 66’ M. Mancosu 89’ (rig.) Basso |

| Arbitro: | Greco (Lecce) |

|                                       |           |                 |
| Filippi 4’ Abate 15’, 29’ Pirrone 26’ | Marcatori | 43’ A. Montella |

| Arbitro: | Serra (Torino) |

|                            |           |                                        |
| Strizzolo 76’ Madiotto 81’ | Marcatori | 25’ Pagliarulo 37’ Gambino 89’ Pacilli |

| Erice 3 febbraio 2013, ore 15:00 CEST 21ª giornata | Trapani             | 0 – 0 referto | Virtus Entella | Stadio Polisportivo Provinciale (3195 spett.)\| Arbitro: \| Aureliano (Bologna) \| |
| Arbitro:                                           | Aureliano (Bologna) |               |                |                                                                                    |

| Arbitro: | Cifelli (Campobasso) |

|  |           |           |
|  | Marcatori | 11’ Abate |

| 17 febbraio 2013 23ª giornata |  | – Turno di riposo Trapani |  |  |

| Arbitro: | Ros (Pordenone) |

|                            |           |  |
| Pacilli 81’ M. Mancosu 88’ | Marcatori |  |

| Arbitro: | Ghersini (Genova) |

|                      |           |                     |
| Bogliacino 5’ (rig.) | Marcatori | 23’, 67’ M. Mancosu |

| Erice 10 marzo 2013, ore 14:00 CEST 26ª giornata | Trapani          | 0 – 0 referto | Portogruaro | Stadio Polisportivo Provinciale (3334 spett.)\| Arbitro: \| Tardino (Milano) \| |
| Arbitro:                                         | Tardino (Milano) |               |             |                                                                                 |

| Arbitro: | Bellotti (Verona) |

|              |           |                                 |
| Arrigoni 60’ | Marcatori | 38’ D'Aiello 65’ (rig.) Madonia |

| Arbitro: | D'Angelo (Ascoli Piceno) |

|                    |           |  |
| Basso 90+2’ (rig.) | Marcatori |  |

| Arbitro: | Dei Giudici (Latina) |

|                    |           |           |
| Campo 90+2’ (rig.) | Marcatori | 77’ Abate |

| Arbitro: | Illuzzi (Molfetta) |

|                                    |           |  |
| Pagliarulo 20’ M. Mancosu 25’, 80’ | Marcatori |  |

| Arbitro: | Chiffi (Padova) |

|  |           |           |
|  | Marcatori | 73’ Abate |

| Arbitro: | Aureliano (Bologna) |

|             |           |             |
| Belotti 73’ | Marcatori | 50’ Pirrone |

| Arbitro: | Merlino (Udine) |

|                         |           |                             |
| Pagliarulo 6’ Abate 67’ | Marcatori | 20’ (aut.) Lo Bue 60’ Iraci |

| Arbitro: | Ghersini (Genova) |

|                                     |           |                                    |
| Minelli 3’ Le Noci 28’ Nizzetto 35’ | Marcatori | 7’, 21’, 90+1’ M Mancosu 30’ Abate |

#### Supercoppa di Lega di Prima Divisione
| Arbitro: | Ros (Pordenone) |

|           |           |                    |
| Fabbro 5’ | Marcatori | 43’ (rig.) Madonia |

| Arbitro: | Benassi (Bologna) |

|                             |           |                                  |
| Spinelli 59’ M. Mancosu 84’ | Marcatori | 10’ Arini 75’ (rig.) L. Castaldo |

### Coppa Italia
| Arbitro: | Abisso (Palermo) |

|                         |           |                    |
| Madonia 76’ Docente 90’ | Marcatori | 45’ (aut.) Filippi |

| Arbitro: | Pasqua (Tivoli) |

|                            |           |  |
| Alfageme 4’ Sinigaglia 14’ | Marcatori |  |

### Coppa Italia Lega Pro

#### Fase ad eliminazione diretta
| Arbitro: | Abisso (Palermo) |

|                          |           |  |
| Daì 100’ M. Mancosu 110’ | Marcatori |  |

| Arbitro: | Intagliata (Siracusa) |

|                       |           |  |
| Romeo 33’ Gambino 50’ | Marcatori |  |

#### Terzo turno - Girone C
| Arbitro: | Tardino (Milano) |

|               |           |  |
| Germinale 15’ | Marcatori |  |

| Arbitro: | Bietolini (Firenze) |

|                                |           |              |
| Docente 60’ Romeo 90+1’ (rig.) | Marcatori | 5’ Bruscagin |

| 12 dicembre 2012 3ª giornata |  | – Turno di riposo Trapani |  |  |

## Statistiche
Statistiche aggiornate all'13 maggio 2013.

### Statistiche di squadra
| Competizione                          | Punti | In casa | In casa | In casa | In casa | In casa | In casa | In trasferta | In trasferta | In trasferta | In trasferta | In trasferta | In trasferta | Totale | Totale | Totale | Totale | Totale | Totale | DR  |
| Competizione                          | Punti | G       | V       | N       | P       | Gf      | Gs      | G            | V            | N            | P            | Gf           | Gs           | G      | V      | N      | P      | Gf     | Gs     | DR  |
| ------------------------------------- | ----- | ------- | ------- | ------- | ------- | ------- | ------- | ------------ | ------------ | ------------ | ------------ | ------------ | ------------ | ------ | ------ | ------ | ------ | ------ | ------ | --- |
| Lega Pro Prima Divisione              | 64    | 16      | 9       | 4       | 3       | 29      | 10      | 16           | 9            | 6            | 1            | 31           | 21           | 32     | 18     | 10     | 4      | 60     | 31     | +29 |
| Supercoppa di Lega di Prima Divisione | -     | 1       | 0       | 1       | 0       | 2       | 2       | 1            | 0            | 1            | 0            | 1            | 1            | 2      | 0      | 2      | 0      | 3      | 3      | 0   |
| Coppa Italia                          | -     | 1       | 1       | 0       | 0       | 2       | 1       | 1            | 0            | 0            | 1            | 0            | 2            | 2      | 1      | 0      | 1      | 2      | 3      | -1  |
| Coppa Italia Lega Pro                 | -     | 3       | 3       | 0       | 0       | 6       | 1       | 1            | 0            | 0            | 1            | 0            | 1            | 4      | 3      | 0      | 1      | 6      | 2      | +4  |
| Totale                                | -     | 21      | 13      | 5       | 3       | 39      | 14      | 20           | 9            | 7            | 3            | 32           | 25           | 40     | 22     | 12     | 6      | 71     | 39     | +32 |

### Statistiche dei giocatori
| Giocatore           | Lega Pro Prima Divisione | Lega Pro Prima Divisione | Lega Pro Prima Divisione | Lega Pro Prima Divisione | Supercoppa di Lega di Prima Divisione | Supercoppa di Lega di Prima Divisione | Supercoppa di Lega di Prima Divisione | Supercoppa di Lega di Prima Divisione | Coppa Italia | Coppa Italia | Coppa Italia | Coppa Italia | Coppa Italia Lega Pro | Coppa Italia Lega Pro | Coppa Italia Lega Pro | Coppa Italia Lega Pro | Totale   | Totale | Totale      | Totale     |
| Giocatore           | Presenze                 | Reti                     | Ammonizioni              | Espulsioni               | Presenze                              | Reti                                  | Ammonizioni                           | Espulsioni                            | Presenze     | Reti         | Ammonizioni  | Espulsioni   | Presenze              | Reti                  | Ammonizioni           | Espulsioni            | Presenze | Reti   | Ammonizioni | Espulsioni |
| ------------------- | ------------------------ | ------------------------ | ------------------------ | ------------------------ | ------------------------------------- | ------------------------------------- | ------------------------------------- | ------------------------------------- | ------------ | ------------ | ------------ | ------------ | --------------------- | --------------------- | --------------------- | --------------------- | -------- | ------ | ----------- | ---------- |
| G. Dolenti          | 0                        | 0                        | 0                        | 0                        | 0                                     | 0                                     | 0                                     | 0                                     | 0            | 0            | 0            | 0            | 0                     | 0                     | 0                     | 0                     | 0        | 0      | 0           | 0          |
| D. Morello          | 0                        | 0                        | 0                        | 0                        | 1                                     | -1                                    | 0                                     | 0                                     | 0            | 0            | 0            | 0            | 0                     | 0                     | 0                     | 0                     | 1        | -1     | 0           | 0          |
| E. Nordi            | 32                       | -31                      | 0                        | 0                        | 1                                     | -2                                    | 0                                     | 0                                     | 2            | -3           | 0            | 0            | 0                     | 0                     | 0                     | 0                     | 35       | -36    | 0           | 0          |
| R. D'Aiello         | 23                       | 1                        | 0                        | 0                        | 0                                     | 0                                     | 0                                     | 0                                     | 0            | 0            | 0            | 0            | 0                     | 0                     | 0                     | 0                     | 23       | 1      | 0           | 0          |
| A. Daì              | 5                        | 0                        | 0                        | 0                        | 2                                     | 0                                     | 0                                     | 0                                     | 0            | 0            | 0            | 0            | 0                     | 0                     | 0                     | 0                     | 7        | 0      | 0           | 0          |
| G. Filippi          | 21                       | 1                        | 0                        | 0                        | 2                                     | 0                                     | 0                                     | 0                                     | 2            | 0            | 0            | 0            | 0                     | 0                     | 0                     | 0                     | 25       | 1      | 0           | 0          |
| F. Lo Bue           | 28                       | 0                        | 0                        | 0                        | 1                                     | 0                                     | 0                                     | 0                                     | 2            | 0            | 0            | 0            | 0                     | 0                     | 0                     | 0                     | 31       | 0      | 0           | 0          |
| M. Lo Monaco        | 0                        | 0                        | 0                        | 0                        | 0                                     | 0                                     | 0                                     | 0                                     | 2            | 0            | 0            | 0            | 0                     | 0                     | 0                     | 0                     | 2        | 0      | 0           | 0          |
| L. Pagliarulo       | 31                       | 3                        | 0                        | 0                        | 2                                     | 0                                     | 0                                     | 0                                     | 2            | 0            | 0            | 0            | 0                     | 0                     | 0                     | 0                     | 35       | 3      | 0           | 0          |
| G. Priola           | 5                        | 0                        | 0                        | 0                        | 2                                     | 0                                     | 0                                     | 0                                     | 0            | 0            | 0            | 0            | 0                     | 0                     | 0                     | 0                     | 7        | 0      | 0           | 0          |
| F. Rizzi            | 28                       | 0                        | 0                        | 0                        | 2                                     | 0                                     | 0                                     | 0                                     | 0            | 0            | 0            | 0            | 0                     | 0                     | 0                     | 0                     | 30       | 0      | 0           | 0          |
| S. Basso            | 26                       | 7                        | 0                        | 0                        | 0                                     | 0                                     | 0                                     | 0                                     | 2            | 1            | 0            | 0            | 0                     | 0                     | 0                     | 0                     | 28       | 8      | 0           | 0          |
| C. Caccetta         | 30                       | 0                        | 0                        | 0                        | 2                                     | 0                                     | 0                                     | 0                                     | 1            | 0            | 0            | 0            | 0                     | 0                     | 0                     | 0                     | 33       | 0      | 0           | 0          |
| F. Ficarrotta       | 0                        | 0                        | 0                        | 0                        | 0                                     | 0                                     | 0                                     | 0                                     | 0            | 0            | 0            | 0            | 0                     | 0                     | 0                     | 0                     | 0        | 0      | 0           | 0          |
| C. Giordano         | 5                        | 0                        | 0                        | 0                        | 2                                     | 0                                     | 0                                     | 0                                     | 0            | 0            | 0            | 0            | 0                     | 0                     | 0                     | 0                     | 7        | 0      | 0           | 0          |
| M. Pacilli          | 23                       | 4                        | 0                        | 0                        | 2                                     | 0                                     | 0                                     | 0                                     | 0            | 0            | 0            | 0            | 0                     | 0                     | 0                     | 0                     | 25       | 4      | 0           | 0          |
| G. Pirrone          | 19                       | 0                        | 0                        | 0                        | 1                                     | 0                                     | 0                                     | 0                                     | 2            | 0            | 0            | 0            | 0                     | 0                     | 0                     | 0                     | 22       | 0      | 0           | 0          |
| G. Prestia          | 0                        | 0                        | 0                        | 0                        | 0                                     | 0                                     | 0                                     | 0                                     | 0            | 0            | 0            | 0            | 0                     | 0                     | 0                     | 0                     | 0        | 0      | 0           | 0          |
| F. Horacio Spinelli | 17                       | 1                        | 0                        | 0                        | 2                                     | 1                                     | 0                                     | 0                                     | 2            | 0            | 0            | 0            | 0                     | 0                     | 0                     | 0                     | 21       | 2      | 0           | 0          |
| G. Tedesco          | 22                       | 1                        | 0                        | 0                        | 2                                     | 0                                     | 0                                     | 0                                     | 2            | 0            | 0            | 0            | 0                     | 0                     | 0                     | 0                     | 26       | 1      | 0           | 0          |
| G. Abate            | 32                       | 14                       | 0                        | 0                        | 1                                     | 0                                     | 0                                     | 0                                     | 2            | 0            | 0            | 0            | 0                     | 0                     | 0                     | 0                     | 35       | 14     | 0           | 0          |
| J. I. Castillo      | 3                        | 0                        | 0                        | 0                        | 0                                     | 0                                     | 0                                     | 0                                     | 0            | 0            | 0            | 0            | 0                     | 0                     | 0                     | 0                     | 3        | 0      | 0           | 0          |
| E. Docente          | 16                       | 3                        | 0                        | 0                        | 0                                     | 0                                     | 0                                     | 0                                     | 2            | 1            | 0            | 0            | 0                     | 0                     | 0                     | 0                     | 18       | 4      | 0           | 0          |
| G. Madonia          | 31                       | 8                        | 0                        | 0                        | 1                                     | 1                                     | 0                                     | 0                                     | 2            | 1            | 0            | 0            | 0                     | 0                     | 0                     | 0                     | 34       | 10     | 0           | 0          |
| M. Mancosu          | 29                       | 15                       | 0                        | 0                        | 2                                     | 1                                     | 0                                     | 0                                     | 2            | 0            | 0            | 0            | 0                     | 0                     | 0                     | 0                     | 33       | 16     | 0           | 0          |
| A. Romeo            | 11                       | 0                        | 0                        | 0                        | 0                                     | 0                                     | 0                                     | 0                                     | 0            | 0            | 0            | 0            | 0                     | 0                     | 0                     | 0                     | 11       | 0      | 0           | 0          |
| S. Gambino          | 18                       | 2                        | 0                        | 0                        | 2                                     | 0                                     | 0                                     | 0                                     | 1            | 0            | 0            | 0            | 0                     | 0                     | 0                     | 0                     | 21       | 2      | 0           | 0          |